# Franco Festorazzi

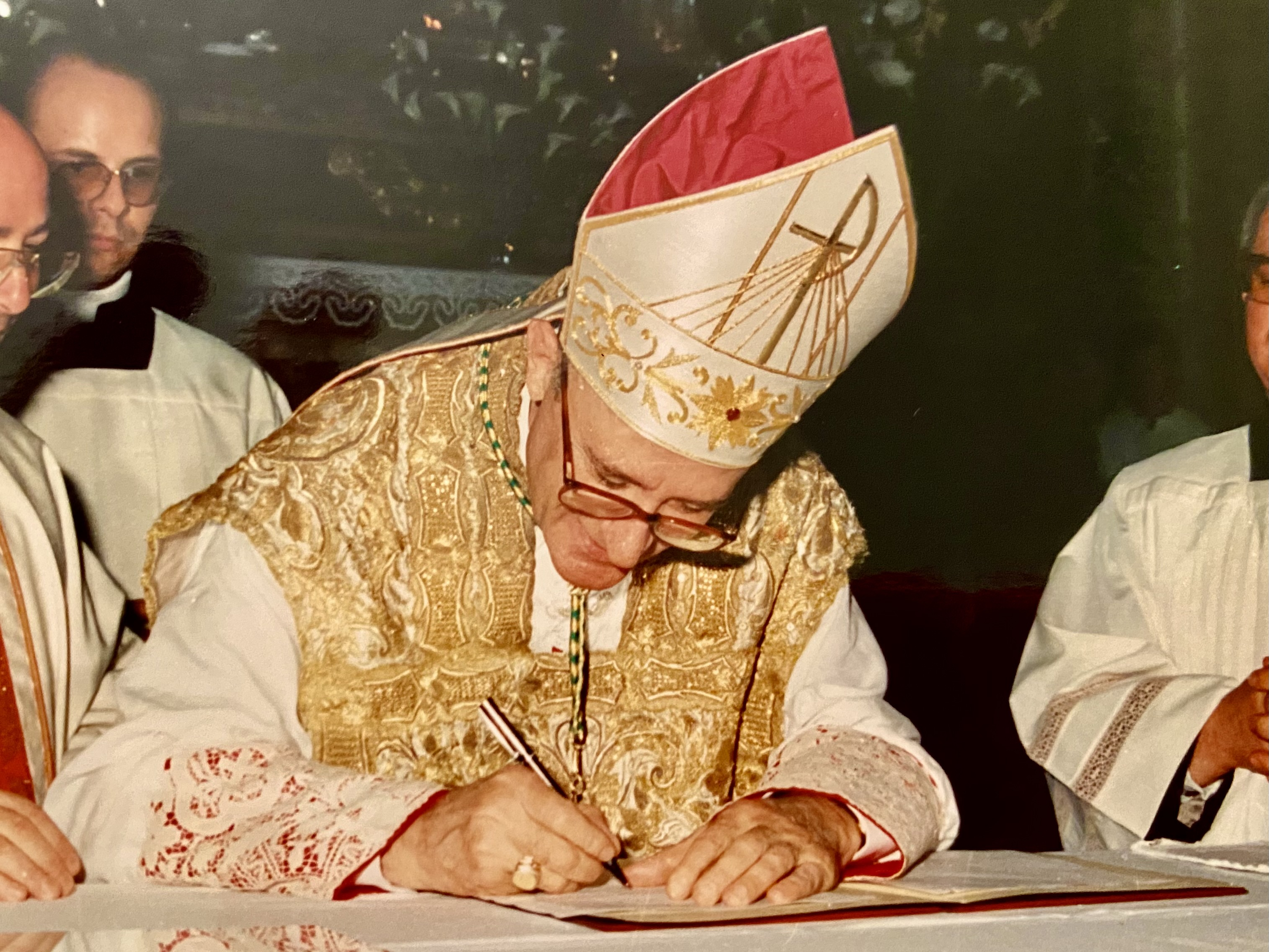
Franco Festorazzi

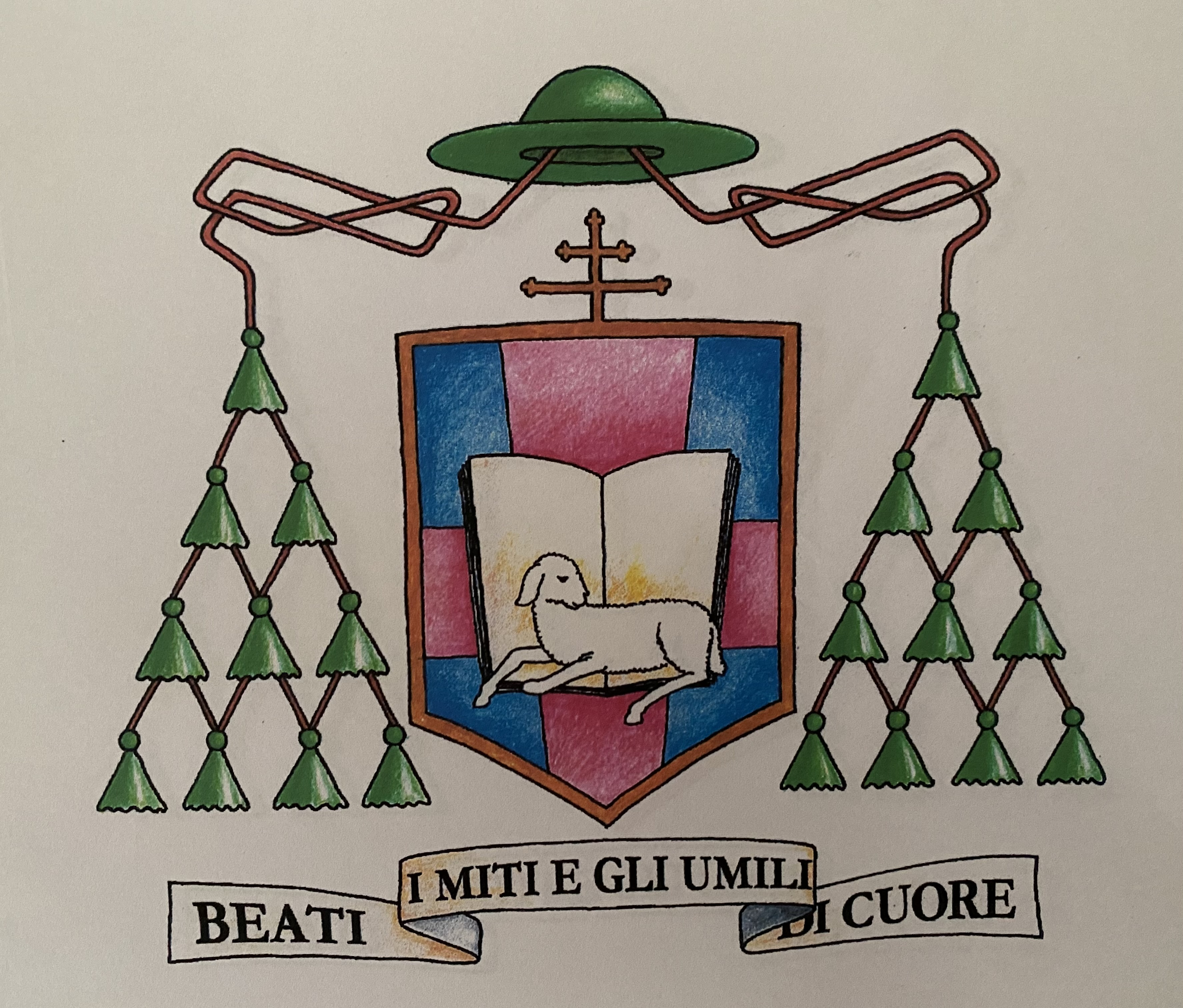
Erzbischofswappen von Franco Festorazzi

Franco Festorazzi (* 29. November 1928 in Perledo, Provinz Lecco; † 24. Juni 2021 in Como) war ein italienischer Geistlicher und römisch-katholischer Erzbischof von Ancona-Osimo.

## Leben
Franco Festorazzi studierte Philosophie und Katholische Theologie an der Päpstlichen Universität Gregoriana in Rom. Er empfing am 28. Juni 1952 in Como durch den Bischof von Como, Felice Bonomini, das Sakrament der Priesterweihe. Nach weiterführenden Studien an der Päpstlichen Universität Gregoriana und dem Päpstlichen Bibelinstitut in Rom und Jerusalem erwarb er ein Lizenziat im Fach Bibelwissenschaft.
Von 1955 bis 1966 wirkte Franco Festorazzi als Professor am Priesterseminar in Como, bevor er als Professor für Biblische Theologie an die Theologische Fakultät von Norditalien in Mailand wechselte.
Papst Johannes Paul II. ernannte ihn am 6. April 1991 zum Erzbischof von Ancona-Osimo. Der Bischof von Como, Alessandro Maggiolini, spendete ihm am 18. Mai desselben Jahres im Dom zu Como die Bischofsweihe; Mitkonsekratoren waren Teresio Ferraroni, emeritierter Bischof von Como, und sein Amtsvorgänger Dionigi Tettamanzi, Generalsekretär der Italienischen Bischofskonferenz. Sein Wahlspruch Beati miti e gli umili di cuore („Selig sind die Sanftmütigen und die von Herzen Demütigen“) stammt aus Mt 5,5 . Die Amtseinführung erfolgte am 9. Juni 1991. Daneben gehörte Franco Festorazzi bereits seit 1988 der Arbeitsgruppe für die Revision der italienischen Bibelübersetzung an, deren Präsident er von 1994 bis 2000 war. Ferner war Festorazzi Präsident der regionalen Bischofskonferenz von Marken.
Am 8. Januar 2004 nahm Papst Johannes Paul II. seinen altersbedingten Rücktritt an. Er starb im Juni 2021 im Alter von 92 Jahren in Como, wo er als Ruhestandsgeistlicher in der Pfarrei Sant’Agostino wirkte.

## Schriften (Auswahl)
- Il matrimonio nella scrittura. Gioventù cattolica italiana, Rom 1967, OCLC 797374085.
- La Bibbia e il problema delle origini. L’inizio della storia della salvezza (= Esegesi biblica. Band 3). 2. Auflage. Paideia, Brescia 1967, OCLC 7305576.
- Nuove prospettive di morale coniugale. Teologi italiani a confronto con l’Humanae Vitae (= Problemi di teologia pratica. Band 5). Queriniana, Brescia 1969, OCLC 35226978.
- Il messaggio della salvezza (= Corso completo di studi biblici). Elledici, Turin 1985, ISBN 978-88-01-13829-0.
- La voce della sapienza: saggi di teologia biblica (= Biblica. Band 5). Glossa, Mailand 2008, ISBN 978-88-7105-251-9.